# Martin Ramsland
Martin Ramsland (Øyslebø, 2 aprile 1993) è un calciatore norvegese, attaccante dell'Arendal.

## Carriera

### Club
Cresciuto nelle giovanili del Mandalskameratene, ha poi debuttato in prima squadra con la maglia del Marnardal nel 2010, in 6. divisjon. L'anno seguente ha fatto ritorno al Mandalskameratene, in 2. divisjon. Al termine del campionato 2012, la squadra è retrocessa in 3. divisjon.
A luglio 2013 è passato allo Strømmen, con la formula del prestito. Ha esordito con la nuova maglia, in 1. divisjon, in data 28 luglio: è stato schierato titolare nella vittoria casalinga per 2-0 sul Bryne. Il successivo 15 settembre ha trovato il primo gol, nel pareggio per 1-1 maturato sul campo del Kristiansund BK. Il 28 novembre 2013 è stato reso l'acquisto a titolo definitivo di Ramsland, col giocatore che ha firmato un contratto biennale.
L'11 novembre 2015 è stato ufficializzato il trasferimento del giocatore al Sogndal, a partire dal 1º gennaio 2016: ha siglato un accordo biennale col nuovo club. Il 13 marzo 2016 ha quindi giocato il primo incontro in Eliteserien, schierato titolare nella sconfitta per 2-0 in casa del Bodø/Glimt. Il 20 marzo successivo ha realizzato la prima rete nella massima divisione locale, sancendo il successo per 1-0 sul Vålerenga. Ha giocato in Eliteserien con il Sogndal per due stagioni, al termine delle quali la squadra è retrocessa in 1. divisjon.
Il 27 marzo 2019 è stato reso noto il suo trasferimento allo Start, a partire dal 1º agosto successivo e con un contratto valido fino al 31 dicembre 2021. Ha debuttato con la nuova maglia il 4 agosto, subentrando a Mathias Bringaker nella vittoria per 3-1 sul Kongsvinger. Il 18 agosto ha siglato il primo gol, nella vittoria per 2-0 sul Tromsdalen. Ha contribuito alla promozione dello Start in Eliteserien, arrivata al termine di quella stessa annata.
Il 28 febbraio 2022 è stato tesserato dal Sandnes Ulf, firmando un contratto biennale. Il 2 aprile ha esordito con la nuova maglia, nella vittoria per 2-1 sul Bryne: nello stesso match, ha trovato una delle reti in favore della squadra.
Il 12 agosto 2023 è stato ingaggiato dall'Aalesund, firmando un contratto fino al 31 dicembre 2024. È tornato a calcare i campi dell'Eliteserien il giorno seguente, schierato titolare nella sconfitta interna per 0-2 contro l'HamKam. La squadra è retrocessa in 1. divisjon al termine di quella stessa annata.
Il 28 febbraio 2025 è passato all'Arendal.

## Statistiche

### Presenze e reti nei club
Statistiche aggiornate al 28 febbraio 2025.
| Stagione                 | Club                     | Campionato               | Campionato | Campionato | Coppe nazionali | Coppe nazionali | Coppe nazionali | Coppe continentali | Coppe continentali | Coppe continentali | Supercoppe | Supercoppe | Supercoppe | Totale | Totale |
| Stagione                 | Club                     | Comp                     | Pres       | Reti       | Comp            | Pres            | Reti            | Comp               | Pres               | Reti               | Comp       | Pres       | Reti       | Pres   | Reti   |
| ------------------------ | ------------------------ | ------------------------ | ---------- | ---------- | --------------- | --------------- | --------------- | ------------------ | ------------------ | ------------------ | ---------- | ---------- | ---------- | ------ | ------ |
| 2010                     | Marnardal                | 6D                       | ?          | ?          | -               | -               | -               | -                  | -                  | -                  | -          | -          | -          | ?      | ?      |
| 2011                     | Mandalskameratene        | 2D                       | ?          | ?          | CN              | ?               | ?               | -                  | -                  | -                  | -          | -          | -          | ?      | ?      |
| 2012                     | Mandalskameratene        | 2D                       | 23         | 14         | CN              | 1               | 1               | -                  | -                  | -                  | -          | -          | -          | 24     | 15     |
| gen.-lug. 2013           | Mandalskameratene        | 3D                       | 11         | 3          | CN              | 1               | 2               | -                  | -                  | -                  | -          | -          | -          | 12     | 5      |
| Totale Mandalskameratene | Totale Mandalskameratene | Totale Mandalskameratene | 34+        | 17+        |                 | 2+              | 3+              |                    | -                  | -                  |            | -          | -          | 36+    | 20+    |
| lug.-dic. 2013           | Strømmen                 | 1D                       | 13         | 4          | CN              | -               | -               | -                  | -                  | -                  | -          | -          | -          | 13     | 4      |
| 2014                     | Strømmen                 | 1D                       | 7          | 0          | CN              | 1               | 0               | -                  | -                  | -                  | -          | -          | -          | 8      | 0      |
| 2015                     | Strømmen                 | 1D                       | 29         | 12         | CN              | 4               | 3               | -                  | -                  | -                  | -          | -          | -          | 33     | 15     |
| Totale Strømmen          | Totale Strømmen          | Totale Strømmen          | 49         | 16         |                 | 5               | 3               |                    | -                  | -                  |            | -          | -          | 54     | 19     |
| 2016                     | Sogndal                  | ES                       | 28         | 5          | CN              | 2               | 0               | -                  | -                  | -                  | -          | -          | -          | 30     | 5      |
| 2017                     | Sogndal                  | ES                       | 27+2       | 7+0        | CN              | 1               | 0               | -                  | -                  | -                  | -          | -          | -          | 30     | 7      |
| 2018                     | Sogndal                  | 1D                       | 0          | 0          | CN              | 0               | 0               | -                  | -                  | -                  | -          | -          | -          | 0      | 0      |
| gen.-lug. 2019           | Sogndal                  | 1D                       | 8          | 3          | CN              | 2               | 0               | -                  | -                  | -                  | -          | -          | -          | 10     | 3      |
| Totale Sogndal           | Totale Sogndal           | Totale Sogndal           | 63+2       | 15+0       |                 | 5               | 0               |                    | -                  | -                  |            | -          | -          | 70     | 15     |
| ago.-dic. 2019           | Start                    | 1D                       | 12+3       | 9+3        | CN              | -               | -               | -                  | -                  | -                  | -          | -          | -          | 15     | 12     |
| 2020                     | Start                    | ES                       | 17         | 0          | -               | -               | -               | -                  | -                  | -                  | -          | -          | -          | 17     | 0      |
| 2021                     | Start                    | 1D                       | 30         | 7          | CN              | 5               | 1               | -                  | -                  | -                  | -          | -          | -          | 35     | 8      |
| Totale Start             | Totale Start             | Totale Start             | 59+3       | 16+3       |                 | 5               | 1               |                    | -                  | -                  |            | -          | -          | 67     | 20     |
| 2022                     | Sandnes Ulf              | 1D                       | 27+1       | 13+0       | CN              | 1               | 0               | -                  | -                  | -                  | -          | -          | -          | 29     | 13     |
| gen.-ago. 2023           | Sandnes Ulf              | 1D                       | 16         | 3          | CN              | 2               | 2               | -                  | -                  | -                  | -          | -          | -          | 18     | 5      |
| Totale Sandnes Ulf       | Totale Sandnes Ulf       | Totale Sandnes Ulf       | 43+1       | 16+0       |                 | 3               | 2               |                    | -                  | -                  |            | -          | -          | 47     | 18     |
| ago.-dic. 2023           | Aalesund                 | ES                       | 13         | 1          | CN              | -               | -               | -                  | -                  | -                  | -          | -          | -          | 13     | 1      |
| 2024                     | Aalesund                 | 1D                       | 17         | 0          | CN              | 1               | 0               | -                  | -                  | -                  | -          | -          | -          | 18     | 0      |
| Totale Aalesund          | Totale Aalesund          | Totale Aalesund          | 30         | 1          |                 | 1               | 0               |                    | -                  | -                  |            | -          | -          | 31     | 1      |
| 2025                     | Arendal                  | 2D                       | 0          | 0          | CN              | 0               | 0               | -                  | -                  | -                  | -          | -          | -          | 0      | 0      |
| Totale                   | Totale                   | Totale                   | 278+6+     | 81+3+      |                 | 21+             | 9+              |                    | -                  | -                  |            | -          | -          | 305+   | 93+    |